# Hesperoperla hoguei
Hesperoperla hoguei är en bäcksländeart som beskrevs av Baumann och Bill P.Stark 1980. Hesperoperla hoguei ingår i släktet Hesperoperla och familjen jättebäcksländor. Inga underarter finns listade i Catalogue of Life.